# 腹八分目
腹八分目（日语：／ hara hachi bun me），也作腹八分（日语：／ hara hachi bu），字面意思是胃八分满，即饭吃八分饱，是一种日本的饮食健康观念。

## 腹八分目与冲绳的长寿者
自1972年冲绳的统治权由美国交还给日本起的二十余年间，冲绳县的平均寿命曾长居日本各县之首。:416

冲绳的老年人大多BMI在18-22，落在黄色的正常体重区间

根据21世纪早期的调查研究，“腹八分目”的饮食观念盛行于日本冲绳县,人均每日摄入的热量为1,800千卡到1,900千卡:233。老年人的BMI（身高体重指数）为18-22（而美国60岁以上人群的典型BMI为26或27）。:134冲绳地区的百岁老人比率居世界第一：每10万人中有百岁老人约50人。
1930年代任职于康奈尔大学的生物化学家克莱夫·麦凯的研究表明，控制实验室动物摄入的热量，可以延长其寿命。布拉德利·威洛克斯、克雷格·威洛克斯和铃木信认为腹八分目作为一种对热量摄入的控制，能够延长人的预期寿命：他们认为腹八分目通过延迟对胃的收缩，从而提高了满足感，使得冲绳人的BMI水平较低；而不节制食量会使得胃经常处在收缩状态，使得人需要摄取更多食物来获得饱腹感。

## 其他文化中的类似观念

### 中国
传统儒家观念认为饮食不应过饱:7.227。中医的健康理念也有“吃饭七分饱，穿衣三分寒”的说法，

### 印度
印度阿育吠陀医学观念认为，应当让胃里三分之一容纳液体，三分之一容纳食物，而剩下三分之一留空。

## 文化影响
成书于约1300年的日本曹洞宗禅学著作《坐禅用心记》中，教导人用餐时要吃到三分之二的食量。成书于1965年的英文禅宗著作《禅门三柱》（Three Pillars of Zen）中描述了佛教活动家安谷白云向初学者介绍《坐禅用心记》里所述的不要饱食的观点。
有数本在美国出版的英文书籍介绍腹八分目的思想。:83,96,103,233